# Cá nóc nhím chấm vàng
Cá nóc nhím chấm vàng, hay cá nóc gai thô ngắn, tên khoa học là Cyclichthys spilostylus, là một loài cá biển thuộc chi Cyclichthys trong họ Cá nóc nhím. Loài này được mô tả lần đầu tiên vào năm 1982.

## Từ nguyên
Từ định danh spilostylus được ghép bởi hai âm tiết trong tiếng Hy Lạp cổ đại: spílos (σπίλος, "chấm") và stûlos (στῦλος, "cái cột"), hàm ý đề cập đến các đốm có màu tương phản với gai trên thân của loài cá này.

## Phạm vi phân bố và môi trường sống
Từ Biển Đỏ, cá nóc nhím chấm vàng được phân bố rộng khắp khu vực Ấn Độ Dương - Thái Bình Dương, trải dài về phía đông đến Philippines, ngược lên phía bắc đến Nhật Bản, giới hạn phía nam đến Nam Phi, Úc và Nouvelle-Calédonie; xa về phía đông, cá nóc nhím chấm vàng đã được ghi nhận tại quần đảo Galápagos (Ecuador).
Thông qua kênh đào Suez mà cá nóc nhím chấm vàng đã tiến sâu vào Địa Trung Hải, khi sự xuất hiện của chúng được ghi nhận ngoài khơi Israel, vịnh Mersin (Thổ Nhĩ Kỳ) và Liban.
Cá nóc nhím chấm vàng sống trên các thảm cỏ biển, gần các rạn san hô hay những khu vực có nhiều bọt biển (hải miên) phát triển, được thu thập ở độ sâu khoảng từ 3 đến 90 m.

## Mô tả

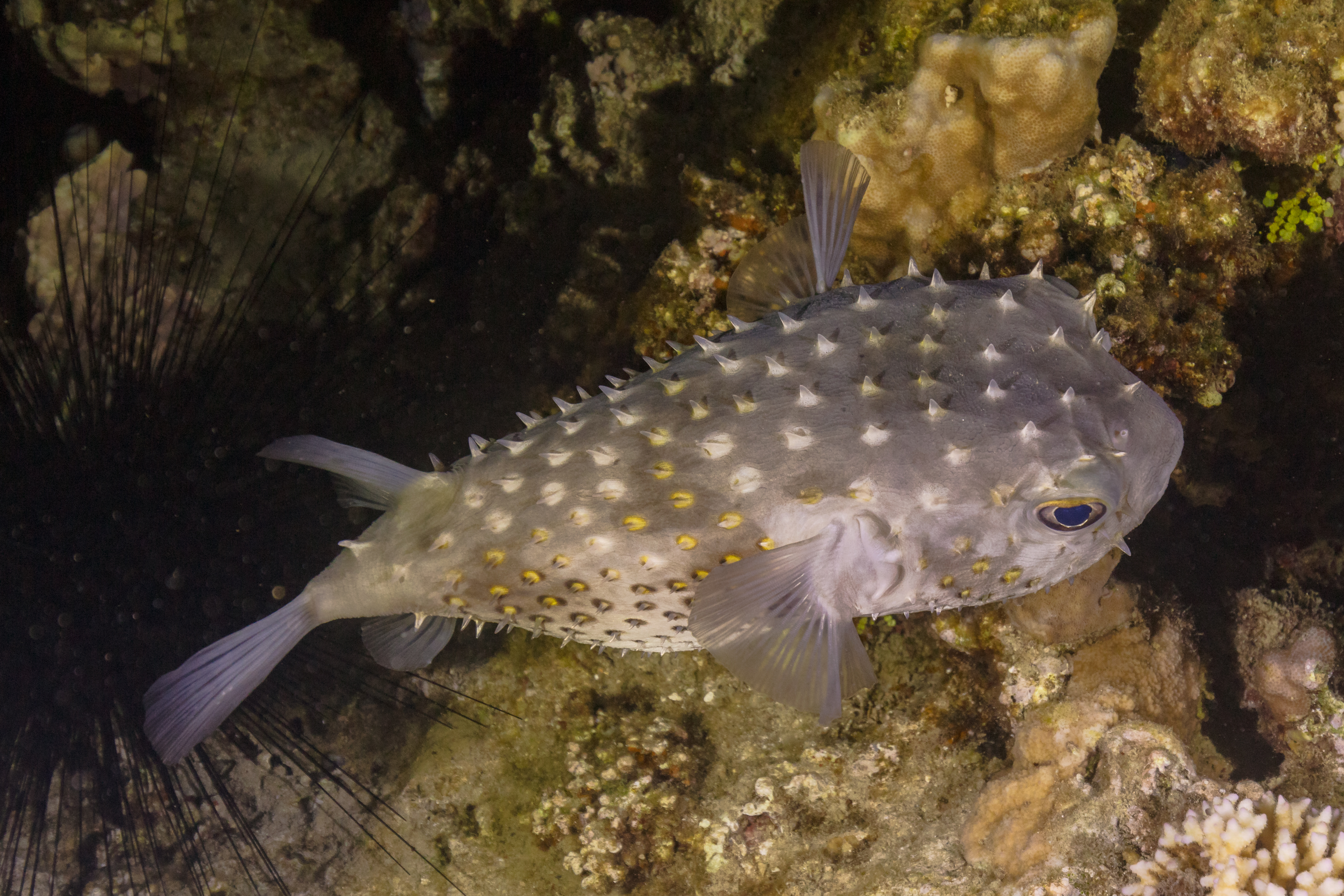
Cá nóc nhím chấm vàng nhìn từ trên xuống

Chiều dài cơ thể lớn nhất được ghi nhận ở cá nóc nhím chấm vàng là 34 cm. Tuy nhiên, cá thể duy nhất được thu thập ở Thổ Nhĩ Kỳ có chiều dài tổng thể đạt đến 46,5 cm.
Chúng có màu nâu xám sẫm, bụng trắng, được phủ đầy các gai nhỏ và cứng. Thân nổi bật với các đốm màu vàng cam ở gốc các gai trên lưng, còn đốm ở gai dưới bụng có màu đen. Các vây màu xám.
Số tia vây ở vây lưng: 11–13; Số tia vây ở vây hậu môn: 10–12; Số tia vây ở vây ngực: 20–22; Số tia vây ở vây đuôi: 8.

## Sinh thái học
Theo kết quả khảo sát ở Việt Nam vào năm 2004–2005 thì chưa thấy độc tính ở cá nóc nhím chấm vàng, nhưng điều này không có nghĩa là trong tương lai chúng hoàn toàn không có độc.
Cá nóc nhím chấm vàng có thể hoạt động cả về đêm. Thức ăn của chúng là các loài thủy sinh không xương sống có vỏ cứng. Mặc dù cá trưởng thành sống ở tầng đáy, cá bột lại sống ở gần mặt nước.